# Anna Maria Sigmund
Anna Maria Sigmund (* 22. Mai 1955 in Waidhofen an der Thaya) ist eine österreichische Historikerin und Autorin. Sie wurde bekannt mit Büchern über die Ideologien der NS-Zeit.

## Leben
Sigmund wurde als Tochter eines Beamten in Waidhofen an der Thaya geboren. Nach der Matura absolvierte sie eine Ausbildung zur Volksschullehrerin in Wien und trat in den Schuldienst ein. Ab 1977 nahm sie daneben das Studium der Geschichte und Kunstgeschichte an der philosophischen Fakultät der Universität Wien mit Studienaufenthalten in Marseille und Berkeley auf. 1982 promovierte sie. Seit 1985 ist sie als freie Wissenschaftsjournalistin und Historikerin tätig.
Sie ist seit 1974 verheiratet mit Karl Sigmund, Professor für Mathematik an der Universität Wien, hat einen Sohn und lebt in Wien.
Sigmund wurde bekannt mit Büchern über die Ideologien der NS-Zeit. Mehrere ihrer Bücher wurden in zahlreiche Sprachen übersetzt, darunter hebräisch, polnisch, rumänisch, russisch, ungarisch u. a.

## Auszeichnungen
- 2001: Alfred-Müller-Felsenburg-Preis für aufrechte Literatur
- Mitglied des Instituts für Österreichische Geschichtsforschung

## Werke
- Das Haus Habsburg – Habsburger Häuser. Wohnen und Leben einer Dynastie. Ueberreuter, Wien 1995, ISBN 3-8000-3581-2.
- Die Frauen der Nazis. Band 1. Ueberreuter, Wien 1998, ISBN 3-8000-3699-1.
- Die verschollenen Tagebücher Franz Josephs. Böhlau, Wien/Köln/Weimar 1999, ISBN 3-205-99117-6.
- In Wien war alles schön. Heyne, München 1999, ISBN 3-453-15143-7.
- Die Frauen der Nazis. Band 2. Ueberreuter, Wien 2000, ISBN 3-8000-3777-7.
- Die Frauen der Nazis. Band 3. Heyne, München 2002, ISBN 3-453-86152-3.
- Des Führers bester Freund. Adolf Hitler, seine Nichte Geli Raubal und der „Ehrenarier“ Emil Maurice – eine Dreiecksbeziehung. Heyne, München 2005, ISBN 3-453-62001-1.
- Diktator, Dämon, Demagoge. Fragen und Antworten zu Adolf Hitler. dtv, München 2006, ISBN 3-423-24523-9.
- „Das Geschlechtsleben bestimmen wir.“ Sexualität im Dritten Reich. Heyne, München 2008, ISBN 978-3-453-13728-8.
- Leichenroulette. Kriminalroman. Diana-Verlag, München 2011, ISBN 978-3-453-35575-0.
- Tatort Genfer See: Kaiserin Elisabeth im Fadenkreuz der Anarchisten. Molden Verlag, Wien/Graz 2020, ISBN 978-3-222-15053-1.